# Église Saint-Georges d'Osmakova
Pour les articles homonymes, voir Église Saint-Georges.
L'église Saint-Georges d'Osmakova (en serbe cyrillique : Црква Св. Ђорђа у Осмакови ; en serbe latin : Crkva Sv. Đorđa u Osmakovi) est une église orthodoxe serbe serbe située à Osmakova, dans la municipalité de Pirot et dans le district de Pirot, en Serbie. Elle est inscrite sur la liste des monuments culturels protégés de la république de Serbie (no SK 661),.

## Présentation

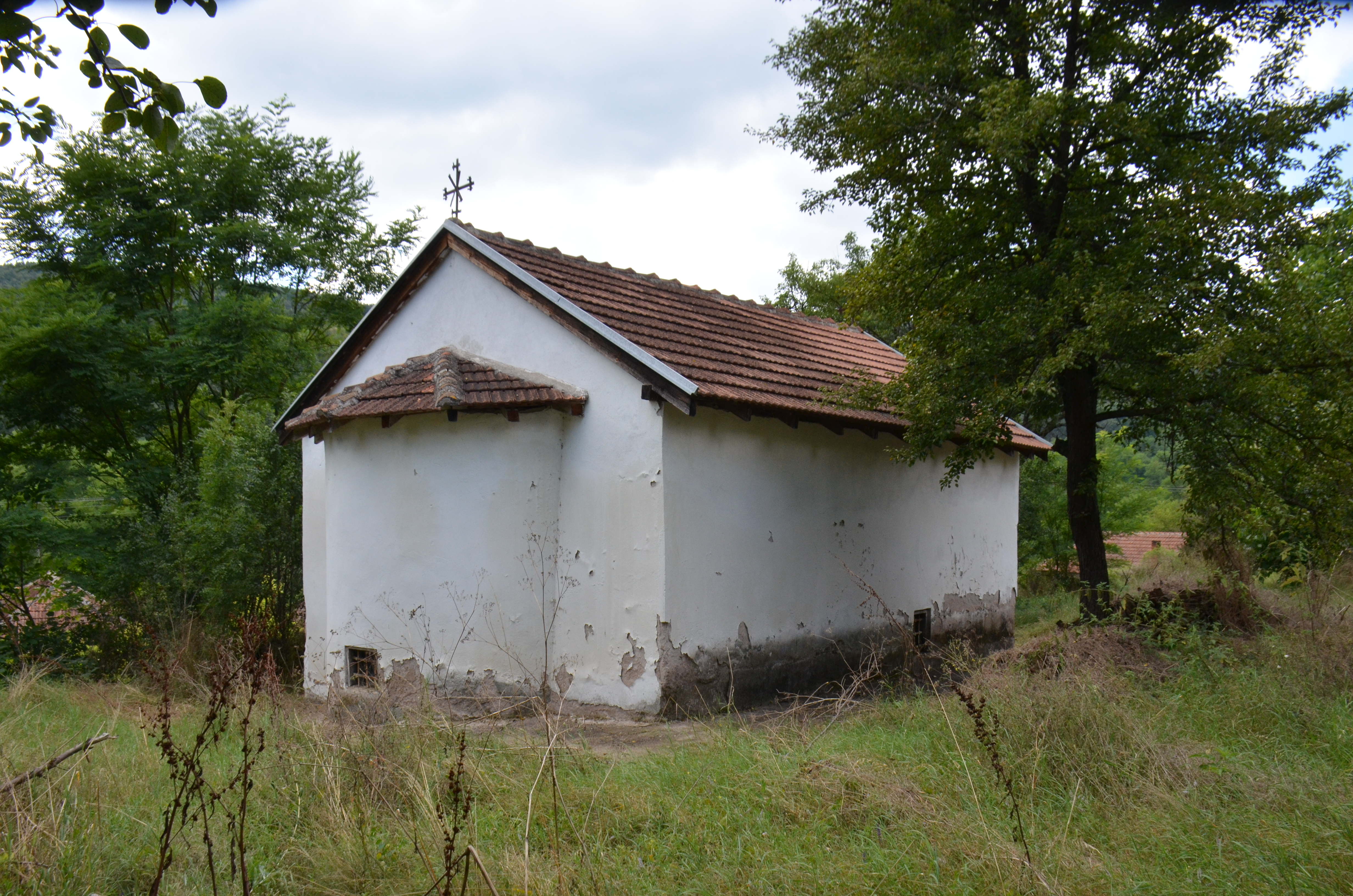
Autre vue de l'église.

L'église remonte au Moyen Âge, peut-être au XVe siècle ; si l'on en croit les fouilles archéologiques réalisées sur le site, elle a été construite à l'emplacement d'un temple pré-romain ou romain dédiée au dieu perse Mithra.
L'église est constituée d'une nef unique prolongée par une abside demi-circulaire à l'extérieur comme à l'intérieur. La lumière pénètre à l'intérieur de l'édifice par trois fenêtres sur les côtés est nord et sud ; sur le côté ouest se trouve l'entrée surmontée d'un arc aveugle en plein cintre faisant saillie ; cet arc est le seul élément décoratif de la façade. Les murs extérieurs sont enduits de plâtre et peints.

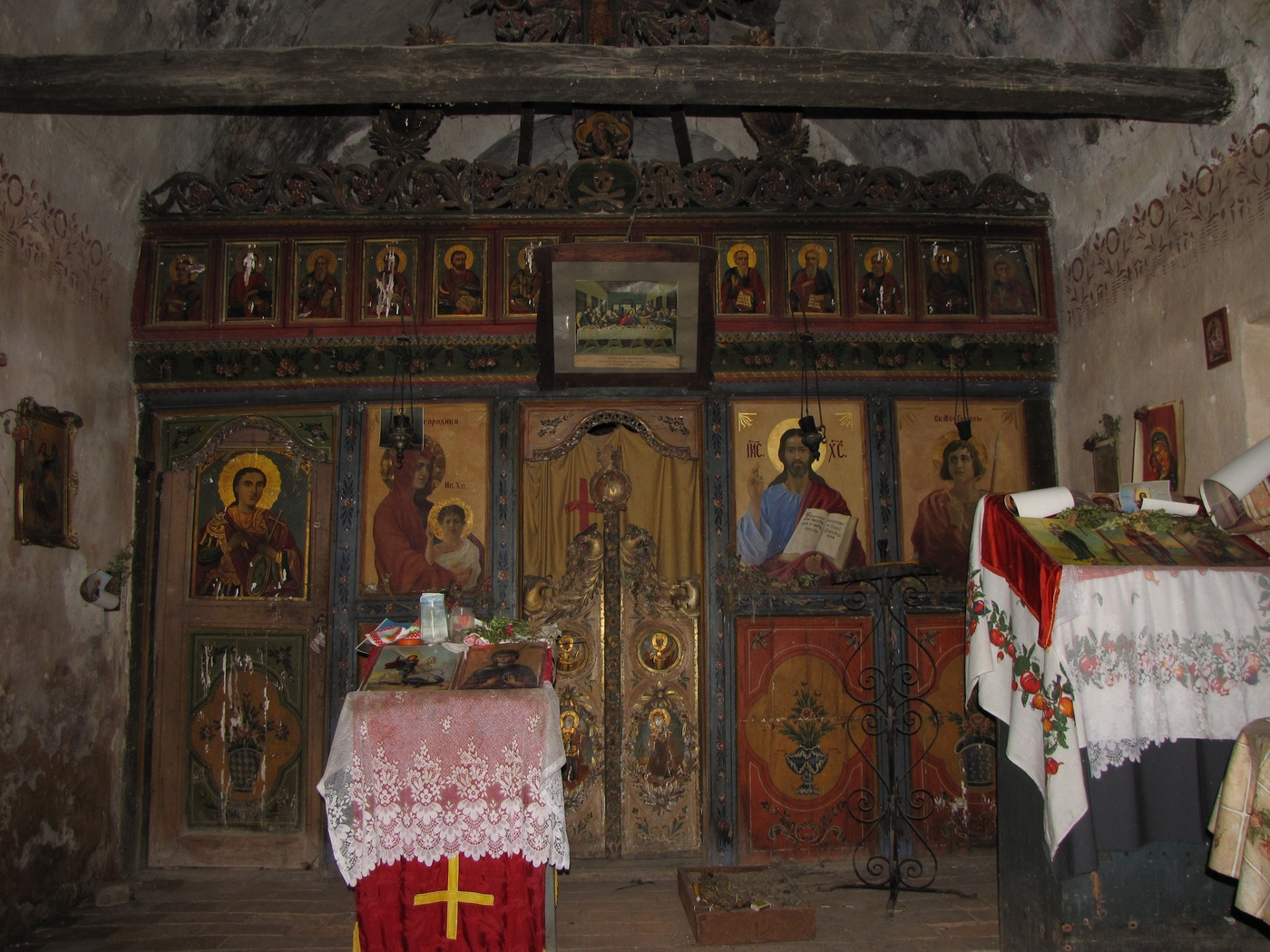
L'iconostase de l'église.

À l'intérieur, les murs sont ornés de fresques qui ne subsistent qu'à l'état de fragments ; parmi les scènes représentées figurent l'Annonciation (mur est) et la Communion des Apôtres sous les espèces du pain et du vin (abside) ; sur le mur sud figurent la Nativité du Christ, le Baptême du Christ et la Résurrection de Lazare et sur le mur ouest la Dormition de la Mère de Dieu. Le cycle des Grandes fêtes liturgiques était séparé des figures en pied par une frise de médaillons avec des bustes de saints. Selon leurs caractéristiques stylistiques et iconographiques, les fresques conservées datent des premières décennies du XVIIe siècle, lorsque l'église a probablement été peinte pour la première fois.

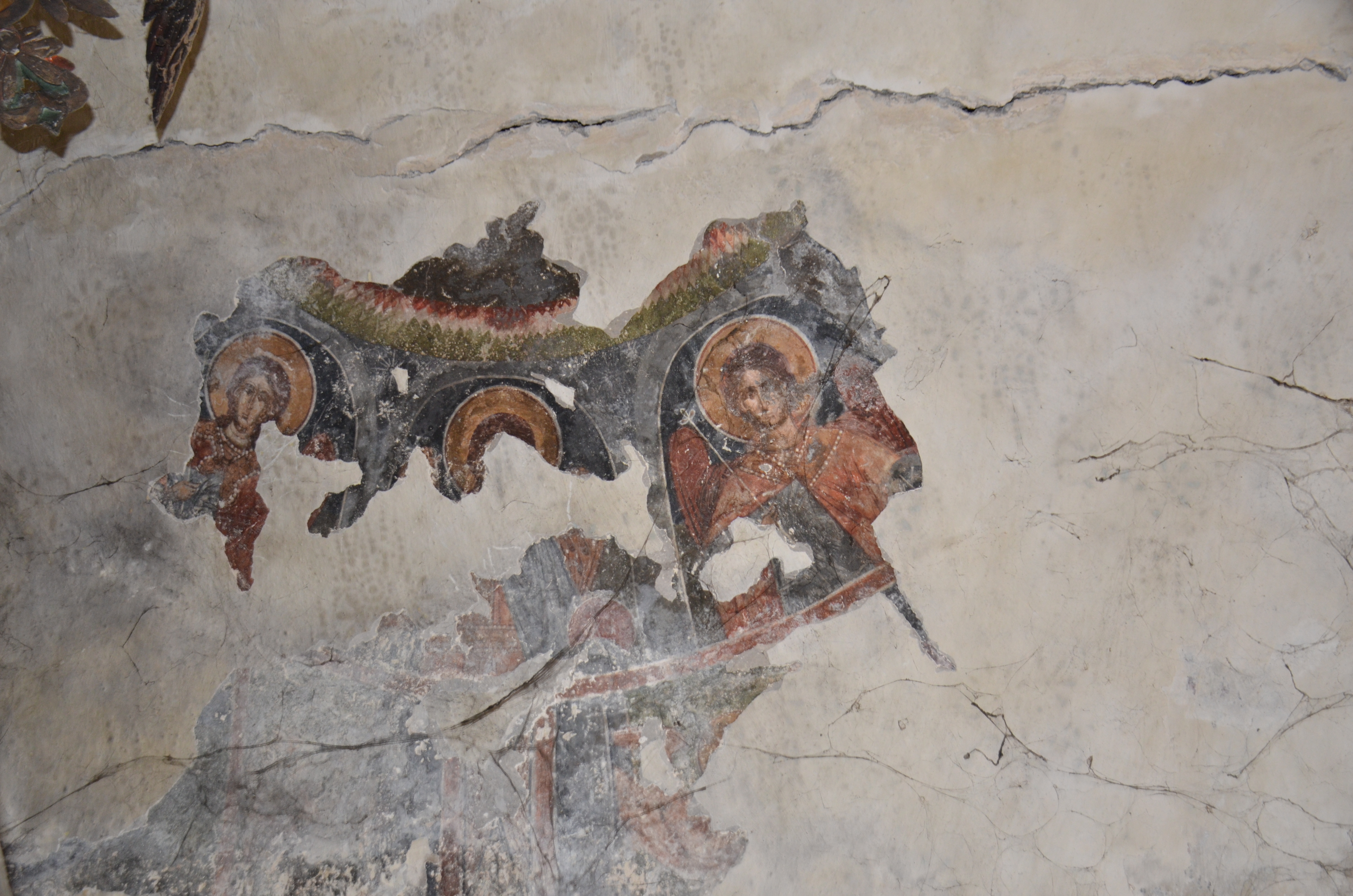
Fragment de fresque.
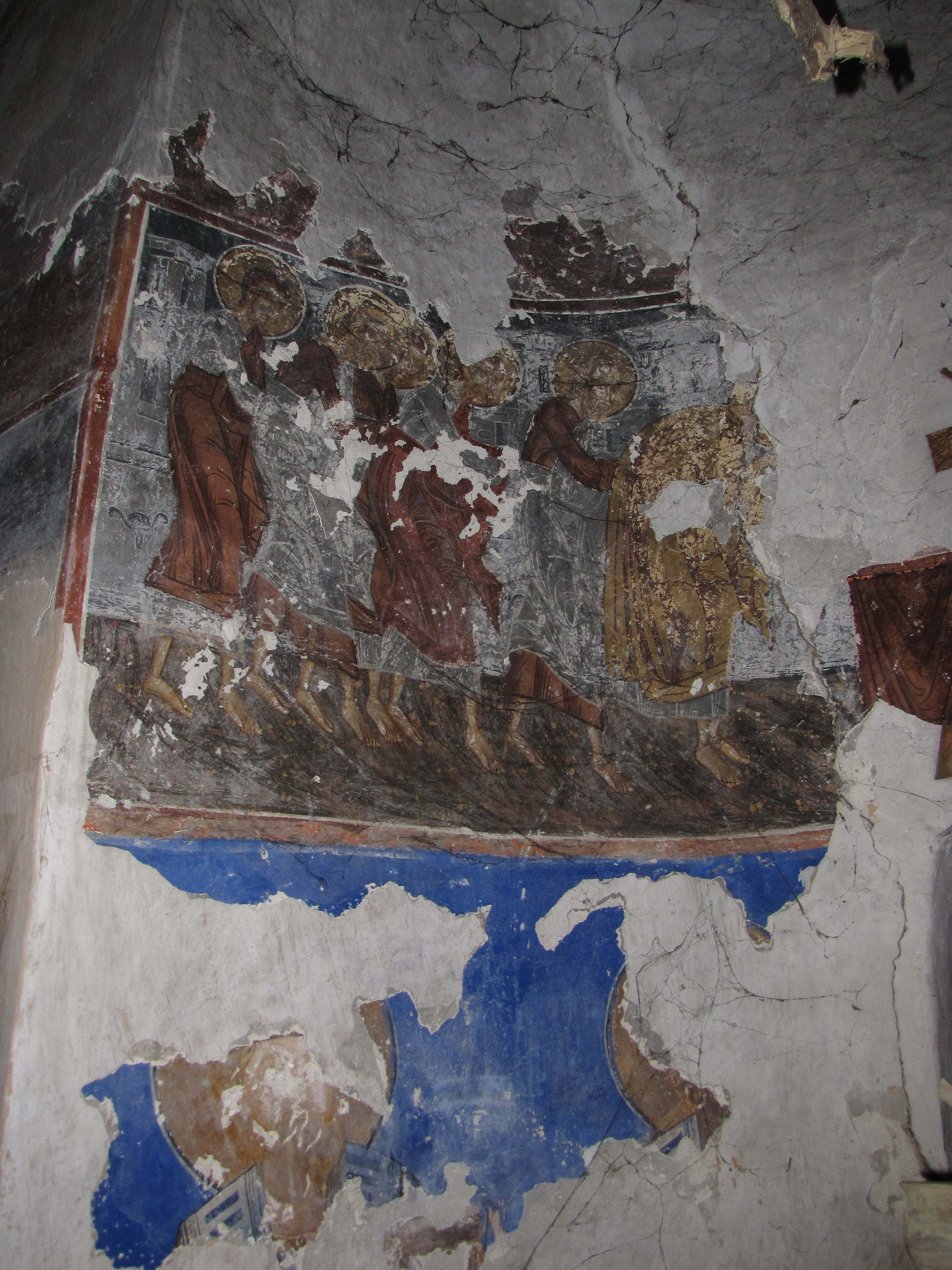
Autre fragment de fresque.
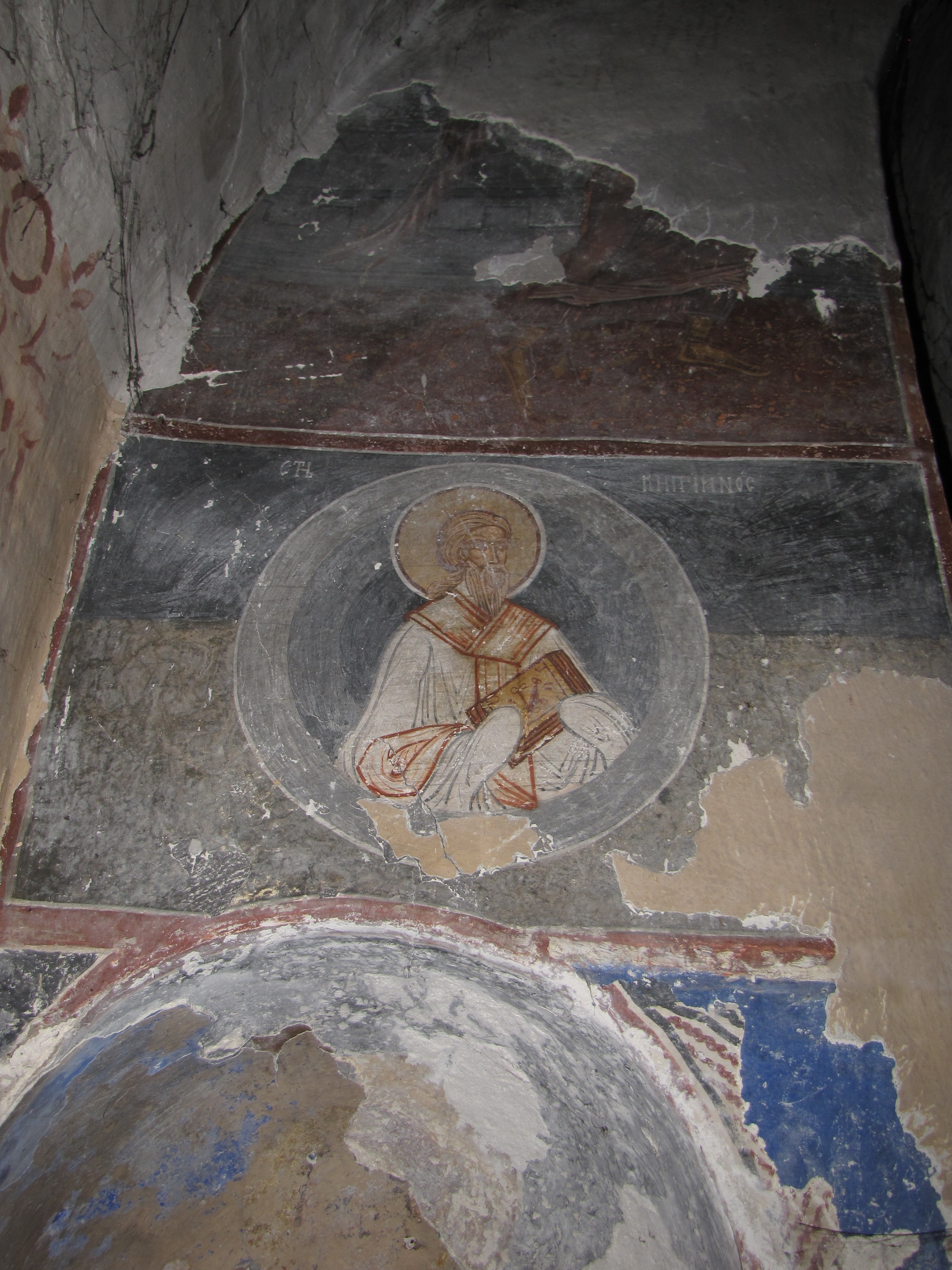
Autre fragment de fresque.